# Шведський добровольчий корпус

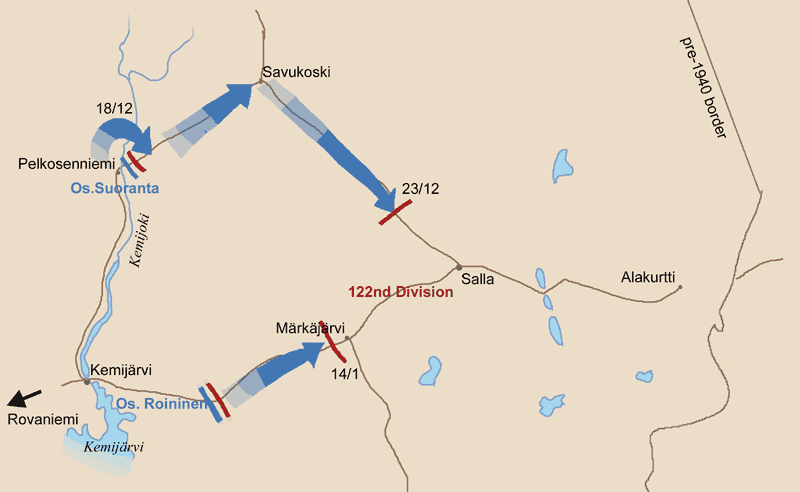
Схема бойових дій, в яких брав участь Шведський добровольчий корпус на ділянці Роінінена

Шведський добровольчий корпус (швед. Svenska frivilligkåren) — військовий підрозділ з числа громадян Швеції під час Радянсько-фінської війни і Другої світової Війни, воював на боці Фінляндії.

## Історія
Офіційно Швеція дотримувалася нейтралітету, тому брати участь у війні на боці інших країн могли тільки добровольці. Корпус налічував 9640 добровольців. Добровольці брали участь в боях в районі Салле з 28 лютого 1940 року. В ході боїв корпус втратив 33 загиблими, 10 зниклими безвісти, 50 пораненими і 130 обморожених.  19-й авіаційний полк ВПС Фінляндії складався з шведів. Зенітна батарея шведських добровольців захищала Турку.
До кінця війни добровольчий корпус складався з 8 260 шведів, 725 норвежців і 600 данців. Добровольці продемонстрували скандинавське єдність, тому своєю відзнакою вибрали «чотири братські руки», що уособлює Фінляндію, Швецію,  Норвегію і  Данію.

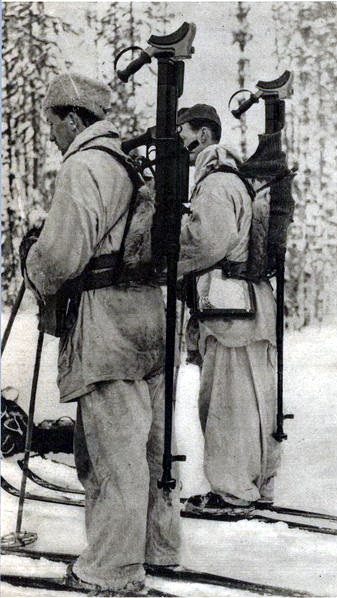
Шведські добровольці з протитанковими рушницями

У березні 1940 року всі шведські добровольчі частини фінської армії були розформовані.
24 липня 1941 року корпус був сформований повторно. 10 серпня 1941 року у складі фінської армії в бойових діях проти Червоної армії взяв участь Шведський добровольчий полк (1500 чоловік) на чолі з полковником Гансом Берггреном (Hans Berggren).
З 17 серпня частина Шведського добровольчого корпусу (800 осіб) взяла участь в облозі радянського гарнізону на півострові Ханко, яка тривала до 2 грудня 1941 року.
18 грудня 1941 р. Шведський добровольчий корпус повернувся до Швеції. За час бойових дій проти Червоної армії він втратив 25 чоловік убитими і 75 пораненими. Єдиним шведським підрозділом на фронті залишилася Шведська добровольча рота.
Крім Шведської добровольчої роти у складі фінської армії до вересня 1944 р. продовжували служити в різних родах військ ще близько 1000 шведських громадян, в тому числі й військові льотчики. З 25 червня по 9 липня 1944 р. Шведська добровольча рота (53 особи) на чолі з лейтенантом Акселем фон Сегерстрадом (Axel Hård af Segerstad) взяла участь проти радянських військ в боях на Карельському перешийку. Втрати загону склали — 13 вбитих і 27 поранених.
6 вересня 1944 р. Шведська добровольча рота була розформована, і всі шведські добровольці повернулися на батьківщину.
Всього за 1942—1944 рр. в роті служили 404 шведа, з яких 41 загинули 84 людини було поранено.

## Структура
Корпус складався з трьох бойових груп, авіаційного полку, зенітної батареї і допоміжних частин.

## Відомі офіцери
- Ернст Ліндер (командир корпусу)

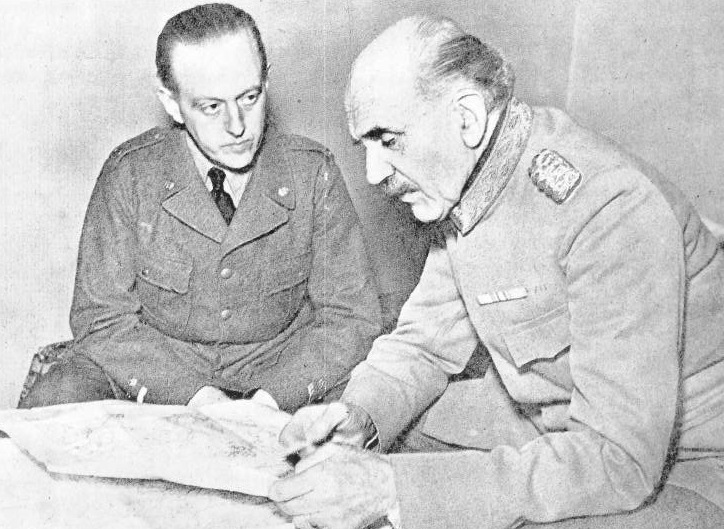
Командувач Шведським добровольчим корпусом Ернст Ліндер і начальник штабу корпусу Карл Август Еренсверд в Торніо

- Карл Август Еренсверд (начальник штабу)
- Хьюго Бекхаммар (командир 19-го авіаційного полку)
- Магнус Дюшен (командир 1-ї бойової групи)
- Карл Бонде (командир 1-ї бойової групи)
- Карл Оскар Агелл (командир 1-ї бойової групи)
- Вікінг Тамм (командир 2-ї бойової групи)
- Мартін Екстрем (командир 3-ї бойової групи)